# 3907 Kilmartin
3907 Kilmartin (A904 PC) là một tiểu hành tinh vành đai chính được phát hiện ngày 14 tháng 8 năm 1904 bởi Max Wolf ở Heidelberg. Nó được đặt theo tên nhà thiên văn học New Zealand Pamela M. Kilmartin.